# 조니 메스너
조니 메스너(Johnny Messner, 1970년 4월 11일 ~ )는 미국의 배우이다. 아나콘다 2의 빌 존슨 역으로 잘 알려져 있다.

## 출연 작품
- 오버런 : 100만 달러의 사나이 (2021)
- 배틀 크랙 (2020)
- 블러드 킬 (2020)
- 파이널 샷 (2018)
- 폭력의 근원 (2017)
- 디커미션드 (2016)
- 퍼펙트 웨폰 (2016)
- 웨포나이즈드 (2016)
- 체크메이트 (2015)
- 좋은 놈, 나쁜 놈, 죽은 놈 (2015)
- 더 이퀄라이저 (2014)
- 코트 온 테이프 (2013)
- 아웃사이더 (2013)
- 오피서 다운 (2013)
- 웨이크 (2012)
- 쉬 원츠 미 (2012)
- 킬엠올 (2012)
- 아레나(영어판) (2011)
- 라스트 더 맥스 (2010)
- G.I 조 : 레니게이드 (2010)
- 롱 턴 앳 타호 (2009)
- 리마커블 파워 (2008)
- 로디드 (2008)
- 아트 오브 트래블 (2008)
- 포커 클럽 (2008)
- 빌리버스 (2007)
- 러닝 스케어드 (2006)
- 킬러 인스팅트 (2005)
- 온 라스트 씽 (2005)
- 호스티지 (2005)
- 아워 타임 이즈 업 (2004)
- 스파르탄 (2004)
- 아나콘다 2 - 사라지지 않는 저주 (2004)
- 나인 야드 2 (2004)
- 파인딩 홈 (2003)
- The O.C. (2003)
- 태양의 눈물 (2003)
- 피너츠 송 (2002)
- 프렌즈 (1994)
- 가딩 라이트 (1952)